# Jasmin Paris
Pour les articles homonymes, voir Paris (homonymie).
Jasmin Paris est une coureuse de fond écossaise spécialisée en fell running et en ultra-trail, née en novembre 1983 à Manchester. Elle a remporté le classement Extreme de la Skyrunner World Series 2016 et est double championne de Grande-Bretagne de fell running. En 2024, elle est la première femme de l'histoire à terminer les mythiques marathons de Barkley.

## Biographie
Elle est la fille des mathématiciens Jeff Paris et Alena Vencovská.
Durant ses études à l'université de Liverpool, Jasmin est membre de l'Open Air Club qui encourage les activités de plein air. Elle ne commence toutefois à courir qu'à la fin de ses études universitaires en 2008 lorsqu'elle trouve du travail à Glossop, près de la ville de Hadfield dans le Derbyshire où elle a grandi, ayant déjà une expérience des randonnées dans les fells. Après un congé sabbatique de douze mois dans le Minnesota, elle retourne au Royaume-Uni où elle s'installe à Édimbourg en 2010 et s'investit plus sérieusement dans la course à pied.
Elle s'illustre particulièrement bien dans les courses longues de fell running. Elle remporte notamment les courses de Wasdale, la Three Peaks Race, Borrowdale, le Langdale Horseshoe, l'île de Jura et l'Ennerdale Horseshoe. Elle gagne également le Trophée Lakeland Classics.
Jasmin remporte les championnats d'Écosse de course de colline en 2014 et 2015 et en 2015 et 2018, elle remporte les championnats de Grande-Bretagne de fell running.
En 2015, Jasmin participe plus fréquemment aux courses d'ultra-trail. En avril de cette année, elle établit un nouveau record féminin de 11 h 9 lors de la Fellsman, terminant quatrième au classement général, et en juin, elle est la première femme et la deuxième au classement général de la course de cinq jours Dragon's Back Race au pays de Galles.
Le 23 avril 2016, Jasmin complète le Bob Graham Round en 15 h 24, battant de plus de deux heures et demie le record féminin détenu auparavant par Nicky Spinks, puis le Ramsay Round le 18 juin en 16 h 13. Il s'agit non seulement d'un nouveau record féminin, mais aussi d'un nouveau record absolu pour le parcours qui l'est resté jusqu'en 2019, date à laquelle Es Tresidder a couru le tour une minute plus vite.
En juillet 2016, Jasmin décroche la troisième place du Buff Epic Trail 105K, la course Ultra SkyMarathon des championnats du monde de skyrunning 2016. En août, elle termine sixième à l'Ultra-Trail du Mont-Blanc, sa première course de 100 milles.
En septembre, Jasmin est couronnée championne du classement Extreme de la Skyrunner World Series 2016, après avoir remporté la Tromsø Skyrace et la Glen Coe Skyline. En octobre, elle établit un nouveau record féminin pour le Paddy Buckley Round avec un temps de 18 h 33.
Jasmin établit un nouveau record féminin lors de la Spine Race 2019 le long du Pennine Way, terminant les 420 km le 16 janvier en 83 heures 12 minutes et 23 secondes. En devenant la première femme à remporter l'épreuve au classement général, elle bat le précédent record de 95 h 17 établi par Eoin Keith en 2016 et le précédent record féminin de 109 h 54 établi par Carol Morgan en 2017.
En 2016, Jasmin épouse Konrad Rawlik, qui est également un coureur ayant remporté le Fellsman. Elle est vétérinaire pour petits animaux, travaille à l'université d'Edimbourg et a étudié la leucémie aigüe myéloïde. Jasmin a deux enfants.
En mars 2022, elle participe pour la première fois aux marathons de Barkley. Effectuant une solide course, elle parvient à boucler trois tours en 39 h 49 min 56 s. Ayant dépassé la limite des 36 heures, elle ne peut pas continuer pour les deux dernières boucles mais devient la première femme depuis 2013 à compléter le Fun Run de trois boucles en moins de 40 heures. Lors de son départ en 2023, elle réussit à être la deuxième femme seulement dans l'histoire de la course à entamer le quatrième tour, mais elle ne parvient pas à le terminer dans le temps imparti.
En mars 2024, elle participe à nouveau aux marathons de Barkley. Elle parvient à compléter ses boucles dans des temps plus rapides que les années précédentes. Elle devient la première femme à s'élancer pour une cinquième boucle et parvient à terminer la course en 59 h 58 min 21 s, devenant ainsi la première femme à réaliser cet exploit.
En juin 2024, elle est nommée membre de l'Ordre de l'Empire britannique lors des Birthday Honours, pour services rendus au fell-running et à la course de fond.

## Palmarès

### Fell running
| no  | féminin           | Course              | Longueur | Départ             | Temps           |
| --- | ----------------- | ------------------- | -------- | ------------------ | --------------- |
| 36e | Médaille d'argent | Course du Ben Nevis | 14 km    | 3 septembre 2011   | 1 h 52 min 1 s  |
| 42e | Médaille d'or     | Three Peaks Race    | 37,4 km  | 27 avril 2013      | 3 h 33 min 4 s  |
| 72e | Médaille d'argent | Course du Ben Nevis | 14 km    | 1er septembre 2018 | 1 h 50 min 44 s |

### Ultra-trail
| no  | féminin            | Course                                                  | Longueur | Départ                     | Temps            |
| --- | ------------------ | ------------------------------------------------------- | -------- | -------------------------- | ---------------- |
| 2e  | Médaille d'or      | Dragon's Back Race                                      | 292 km   | 22 juin-26 juin 2015       | 41 h 45 min 34 s |
| 5e  | Médaille d'argent  | Glen Coe Skyline                                        | 50 km    | 22 août 2015               | 7 h 54 min 29 s  |
| 18e | Médaille de bronze | Gore-Tex Transalpine Run                                | 268 km   | 29 août-5 septembre 2015   | 34 h 0 min 36 s  |
| 23e | Médaille de bronze | Championnats du monde de skyrunning - Ultra SkyMarathon | 105 km   | 9 juillet 2016             | 14 h 22 min 25 s |
| 18e | Médaille d'or      | Hamperokken SkyRace                                     | 53 km    | 6 août 2016                | 8 h 43 min 53 s  |
| 51e | 6e                 | Ultra-Trail du Mont-Blanc                               | 170 km   | 26 août 2016               | 28 h 34 min 35 s |
| 21e | Médaille d'or      | Glen Coe Skyline                                        | 55 km    | 18 septembre 2016          | 8 h 15 min 56 s  |
| 25e | Médaille d'argent  | Glen Coe Skyline                                        | 32 km    | 16 septembre 2018          | 4 h 17 min 55 s  |
| 1re | Médaille d'or      | Montane Spine Race                                      | 420 km   | 13 janvier-20 janvier 2019 | 83 h 12 min 23 s |
| 9e  | Médaille d'or      | Ultra Tour Monte Rosa                                   | 170 km   | 5 septembre 2021           | 32 h 22 min 5 s  |
| 5e  | Médaille d'or      | Marathons de Barkley                                    | 100 mi   | 20-22 mars 2024            | 59 h 58 min 21 s |

## Distinctions
- Ordre de l'Empire britannique à titre civil (2024).